# Çò de Ramonet
Çò de Ramonet és una casa de Casarilh al municipi de Vielha e Mijaran (Vall d'Aran) inclosa a l'Inventari del Patrimoni Arquitectònic de Catalunya.

## Descripció
És un habitatge amb portal encarat a migdia. El porxo és ample i alberga en un primer pis un espai obert amb un fron adossat al costat ponent de la casa i una galeria tancada en la part superior, en fusta, i arrambada als murs laterals de l'església. Entorn del pati i trobem la "bòrda", el "palher", el "garièr" i altres dependències. El casal pròpiament dit és d'estructura rectangular amb la façana orientada a migidia com sol ser habitual.En l'alçada, consta de dues plantes definides per obertures i "l'humarau", amb la "capièra" paral·lela a la façana. La portada d'accés a l'habitatge, de fusta presenta en les bases del marc sengles daus de marbre blanc (possiblement aprofitats) i conté dues fulles amb decoració geomètrica i simètrica. Damunt de la llinda de la porta hi ha un bloc encastat amb la inscripció següent Mº [Bla]SI[creu patent] DE ROS //UIECH [?] MEC FECIT //PERE JOAN (1697(?)

## Història
Tot i que ara com ara la lectura de la inscripció és hipotètica,advertim la possibilitat que tingui a veure amb els de Rossa, un avantpassat dels quals figura com a cònsol en cap de Casarilh l'any 1313.